# دهستان داجیوند
دهستان داجیوند، یکی از دهستان‌های بخش مرکزی شهرستان هلیلان در استان ایلام ایران است. مرکز این دهستان، روستای مهدیه است.

## جمعیت
بر پایه سرشماری عمومی نفوس و مسکن در سال ۱۳۹۵، جمعیت دهستان داجیوند برابر با ۲٬۷۲۱ نفر بوده‌است.